# 新如主義
《新如主義》是台湾女歌手林心如的第二张专辑。2001年发行首张专辑后，相隔7年再出发。2008年，阔别乐坛四年（2004年离开新亞洲娛樂），林心如加盟了华友飞乐。发行于2008年11月29日。

## 歌曲列表
1. 我以为没有看到就好
2. 洋葱浓汤
3. 谜底
4. 习惯了
5. 左右
6. 最好是
7. martini
8. 海洋
9. 姊妹淘万岁
10. 一个人浪漫